# مهار زمینی

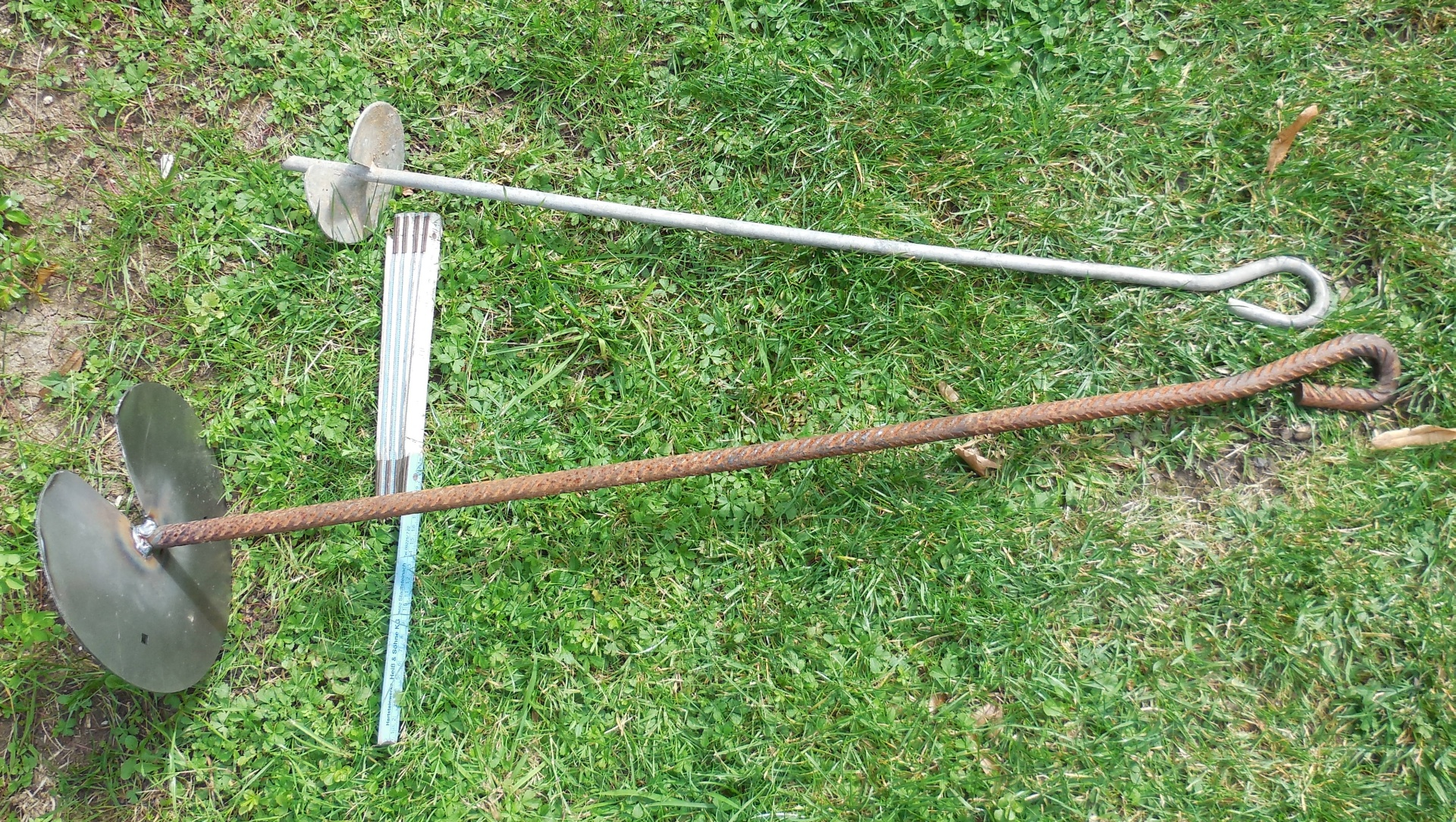
مهاری‌های زمینی با فرم تک مارپیچ

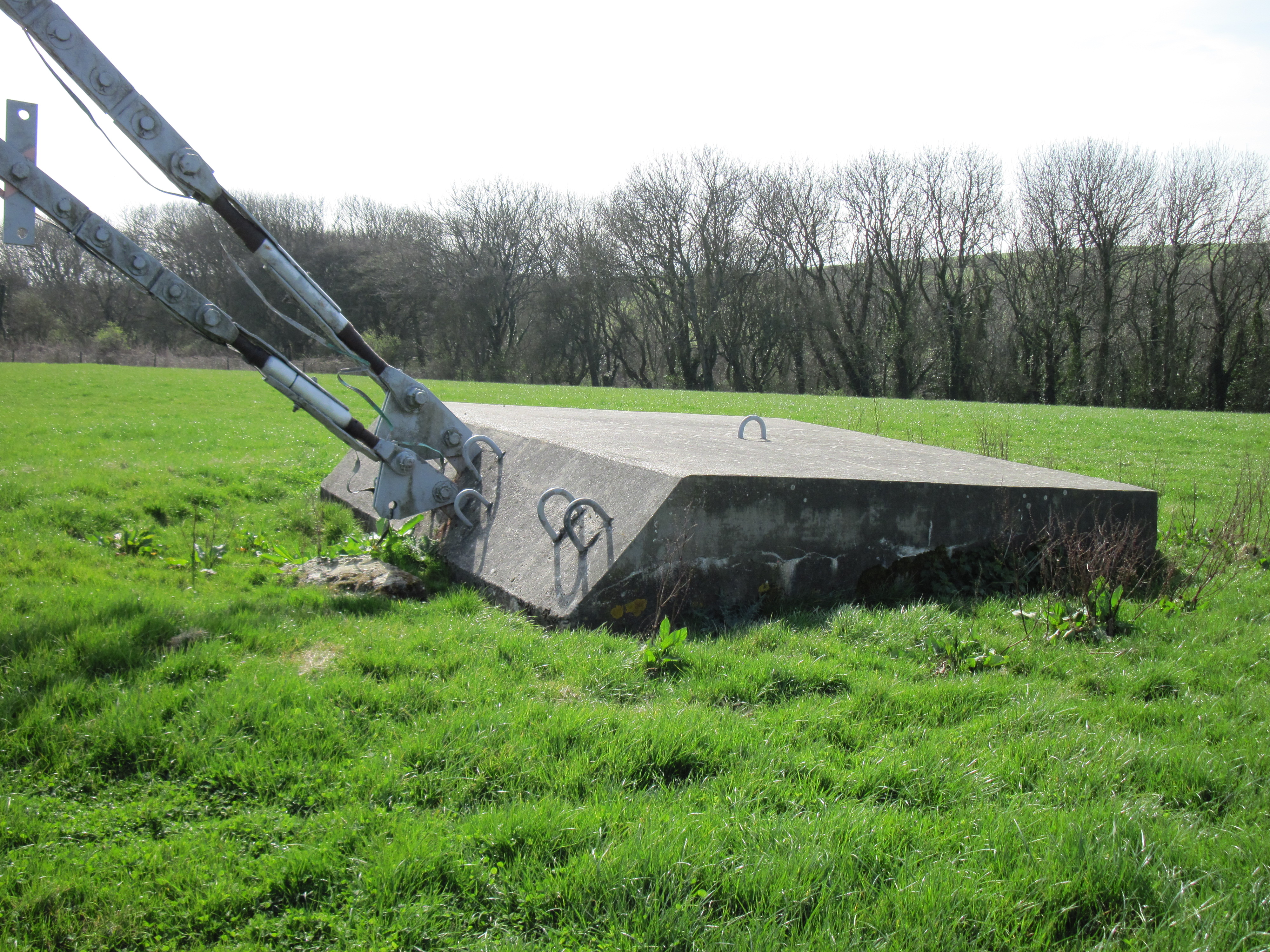
مهار زمینی دکل کابلی

مهار زمینی وسیله‌ای است که به عنوان تکیه‌گاه سازه‌ها طراحی شده‌است که بیشتر در عملیات ژئوتکنیکی و ساختمانی مورد استفاده قرار می‌گیرد. همچنین به عنوان یک مهار زمینی، مهار زمینی کوبه‌ای رانده شونده یا مهار مکانیکی شناخته می‌شود، بسته به نوع مهار و طراحی و ویژگی‌ها و مشخصات نیرو ـ مقاومت آن، ممکن است با ضربه به داخل زمین رانده شود یا به صورت مارپیچ اجرا شود.
از مهارهای زمینی در عملیات اجرایی هر دو نوع سازه‌های موقت یا دائمی، از جمله در تکیه گاه‌های دیوارهای حائل، دکل‌های مهار شده و چادرهای سیرک، استفاده می‌شود.

## تاریخچه
اولین مهار زمینی عملاً در سال ۱۹۱۲ توسط آلبرت بیشوپ چانس در سنترالیا، میسوری، در پاسخ به یک کولاکی که قطب‌های تلفنی شرکت‌هایش را خراب کرد، اختراع شد. شهر سنترالیا، سالانه یک جشنواره روز مهاری برگزار می‌کند.

## کاربردها

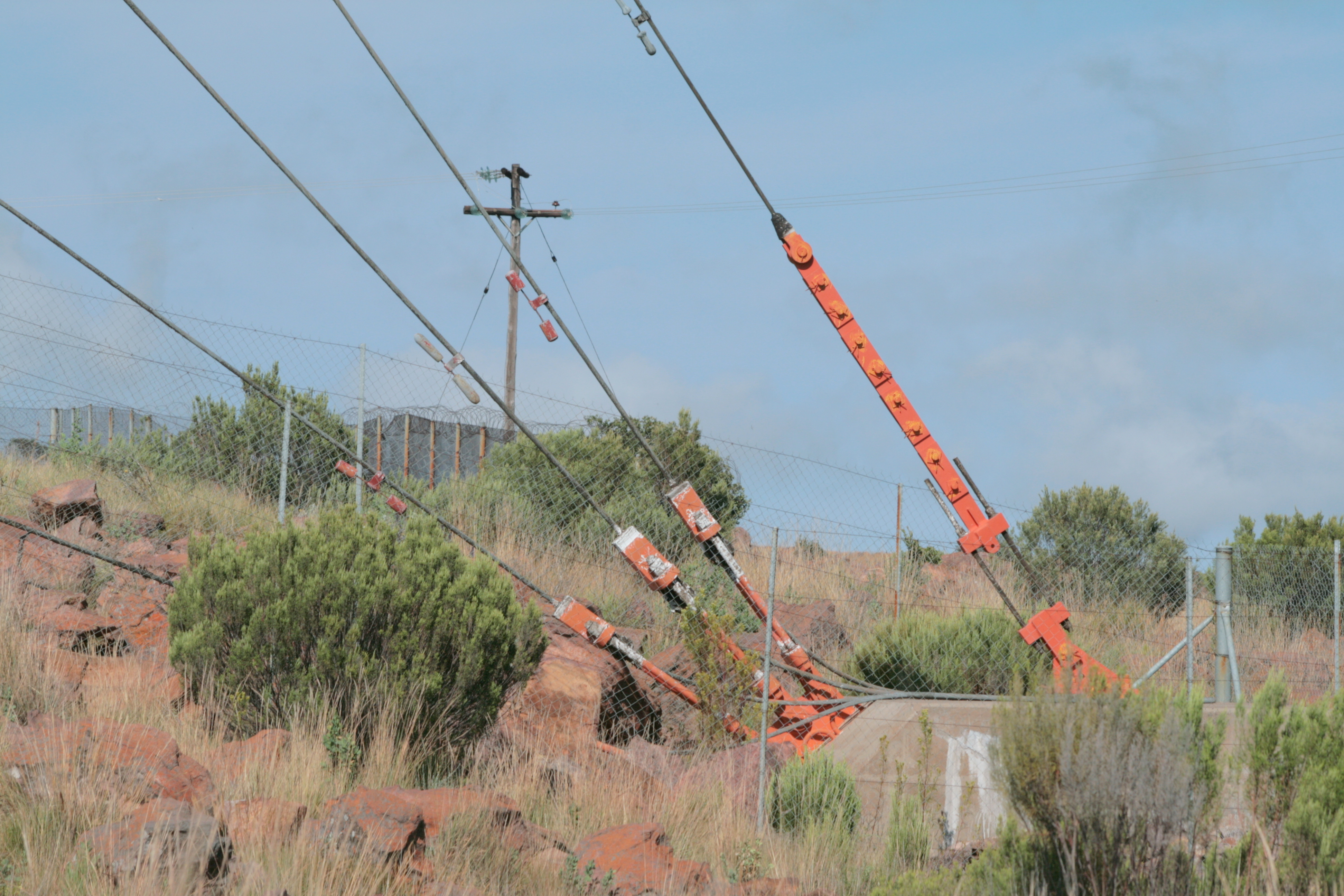
مهار زمینی برای کابل‌های نگهدارنده یک دکل مهار شده کابلی در نزدیکی تابازیبی، آفریقای جنوبی

از مهارهای زمینی به‌طور معمول در مهندسی عمران و در پروژه‌های ساخت و ساز استفاده می‌شود و کاربردهای متنوعی دارد. از جمله:
- دیوارهای حائل، به عنوان بخشی از سیستم‌های کنترل فرسایش.[۳]
- ایجاد تکیه گاه سازه ای برای ساختمانها و بناهای موقت،[۴] مانند چادرهای سیرک و صحنه نمایش در فضای باز.
- اتصال به سازه‌های دریایی مانند اسکله شناور و خطوط لوله.
- تکیه‌گاه سازه ای دکل‌های کابلی مانند برج‌های انتقال رادیو.
- مهار تیرهای چراغ برق و سازه‌های مشابه.
- برای قابلیت انسداد بار و مهار در سیستم‌های زهکشی، که به‌طور همزمان اتفاق می‌افتد. [نیازمند شفاف‌سازی][۵]
- خاکبرداری و خیابان بندی کردن، مهار درختان، اغلب پیوند و نشا کردن‌های نیمه بالغ.[۶]
- امنیت عمومی، مثلاً در مهار هواپیماهای کوچک.
- فعالیت‌های ورزشی، مانند بندبازی یا فرود با طناب.

## انواع

### وزنه مهار
وزنه مهار از نظر تجهیزات مورد نیاز یکی از ساده‌ترین مهارهای زمینی است و برای بارهای سبک یا تأسیسات موقتی مناسب است. وزنه مهار یک تیر افقی مانند تخته چوب گرد یا شاهتیر فلزی است که به صورت متقاطع با بار قرار می‌گیرد و در سوراخی در زمین دفن می‌شود و با مقدار کمی شاخه درخت، طناب کافی و نیز انجام حفاری به میزان کافی قابل ساخت است.
وزنه مهار همچنین ممکن است بر روی سطح قرار داده شود که توسط تعدادی از میخ‌های چوبی نگه داشته می‌شود. این کار باعث می‌شود که باری بزرگتر از توانایی حمل یک ردیف میخ‌های چوبی قابل حمل شود.

## عملکرد
پس از نصب و قفل شدن بار، مهار زمینی به خاک بالای آن نیرو وارد می‌کند و خاک نیز در مقابل آن مقاومت می‌کند. فشرده سازی خاک به سمت بالا که توسط مهار ایجاد شده، معمولاً در فرم مخروط فروستوم انجام می‌شود، وتحت تأثیر عوامل زیر است:
- زاویه برشی خاک
- عمق نصب مهار
- بار اعمال شده بر مهار
- اندازه مهار و اندازه و زاویه سطوح جانبی آن

در صورت نصب زاویه ای مهار، سطوح جانبی مقاومت مخروطی شکل خاک نسبت به یک سیلندر ساده ایجاد شده توسط طراحی کاملاً عمود، بزرگتر بوده و در نتیجه مقاومت بیشتری ایجاد می‌کنند.

## نصب و راه اندازی
قبل از نصب مهارهای زمینی، تجزیه و تحلیل زمین زیر ساختمان و تعیین رابطه مقاومت - بار برای خاک، اغلب مورد نیاز است. همین‌طور در مورد عمق رانده شدن مهار و استحکام خاک، رطوبت خاک وشرایط خاک به لحاظ خورندگی انجام مطالعات وبررسی‌ها مورد نیاز می‌باشد. در صورت لزوم، نصب‌های آزمایشی برای تعیین بهینه طراحی مهار یا مطابقت با مشخصات پروژه انجام می‌شود.
روش‌های نصب بسته به نوع خاک و رطوبت آن متفاوت است. مهارهای زمینی معمولاً با استفاده از میله درایو و چکش ضربه ای وارد زمین می‌شوند. سوراخهای راهبر در خاکهای متراکم مورد نیاز است. پس از نصب محور ضربه مهار، میله درایو برداشته می‌شود و به‌طور معمول با چرخاندن آن نود درجه، مهار قفل می‌شود. برای مهارهای سبک‌تر یک ابزار دستی اغلب کافی است.